# Rue du maréchal-Gérard (Nancy)
La rue du maréchal Gérard est une voie de la commune de Nancy, dans le département de Meurthe-et-Moselle, en région Lorraine (Grand Est).

## Situation et accès
Située dans le quartier de Saurupt, la voie est au sud du ban communal de Nancy. Parallèle à la rue des Brice, elle relie la rue du Colonel-Renard et la rue du Mal Oudinot.

## Bâtiments remarquables et lieux de mémoire
- no 5 : maison construite par l'architecte César Pain en 1911
- no 7 : maison due à César Pain, édifiée en 1912
- no 8 : villa
- no 9 : maison avec une porte d’entrée décorée
- no 10 : villa
- no 18 : maison avec une porte d’entrée décorée
- no 20 : maison due à César Pain, édifiée en 1913
- no 24 : maison
- no 31 : maison de style Art Nouveau, due à E. Gény, édifiée en 1912
- no 32 : maison due à César Pain, édifiée en 1912
- no 33 : maison due à César Pain, édifiée en 1913
- no 34 : maison due à César Pain, édifiée en 1913
- no 48-50 : maisons symétriques l’une de l’autre, dues aux architectes Rougieux & Gravier, édifiée en 1925